# ماريكو تاكاهاشي
ماريكو تاكاهاشي (بالإنجليزية: Mariko Takahashi)‏ هي عارضة أزياء وممثلة أمريكية، ولدت في 24 أبريل 1984 بسان فرانسيسكو في الولايات المتحدة.

## وصلات خارجية
- ماريكو تاكاهاشي على موقع IMDb (الإنجليزية)
- ماريكو تاكاهاشي على موقع قاعدة بيانات الفيلم (الإنجليزية)